# Шрёдингер (лунный кратер)
Шрёдингер (нем. Schrödinger) — кратер на Луне. Расположен недалеко от южного полюса на обратной стороне Луны. Назван в честь австрийского физика, основателя квантовой механики Эрвина Шрёдингера (1887—1961).
Меньший кратер Гансвиндт примыкает к юго-западному краю Шрёдингера и немного вдаётся во внутреннюю стену. С юга примыкает кратер Нефедьев. Дальше на юго-запад находится кратер Амундсен.
Кратер имеет сглаженный вал, террасу и обрушение, мощный внешний вал, хребет и много горок на дне, цепочку и трещину, неровный характер дна, лаву на дне, не имеет лучевой системы, находится на материке. От внешнего вала кратера идёт на северо-запад Долина Шрёдингера.
В рамках проекта Farside Seismic Suite (FSS) планируется отправить в кратер Шрёдингер сейсмометр с датчиками из запасного варианта марсианского сейсмометра SEIS.